# Monica Clay
Monica Clay (Forlì, 1929) es una actriz italiana.

## Biografía
Clay apareció en siete películas entre 1951 y 1954, inicialmente en papeles protagónicos, como en L'eroe sono io y Ragazze da marito (ambas de 1952), pero éstos le dieron pocas oportunidades de ir más allá del papel de accesorio decorativo. Su papel más conocido fue probablemente el de Dignora Illuminato en Un marito per Anna Zaccheo (1953), de Giuseppe de Santis, que sin embargo fue acortado significativamente en la sala de edición. Clay también causó impresión en La signora senza camelie de Michelangelo Antonioni del mismo año. Después de interpretar a la esposa de Ettore Manni en la película de cine bélico Divisione Folgore, se retiró del negocio del cine.

## Filmografía
- Signori, in carrozza! (1951)
- L'eroe sono io (1952)
- Ragazze da marito (1952)
- La signora senza camelie (1953)
- Un marito per Anna Zaccheo (1953)
- Cavallina storna (1953)
- Divisione Folgore (1954)